# Ildsjæl
En ildsjæl er en person, som ofte ulønnet arbejder begejstret og ivrigt for en hjertesag: en der brænder for en sag. 
Ildsjæle kan skrive på Wikipedia og være frivillige hjælpere i NGO og politiske partier.
| Sprog | Spire Denne artikel om sprog er en spire som bør udbygges. Du er velkommen til at hjælpe Wikipedia ved at udvide den. |